# Balanophyllia scabra
Balanophyllia scabra är en korallart som beskrevs av Alcock 1893. Balanophyllia scabra ingår i släktet Balanophyllia och familjen Dendrophylliidae.
Artens utbredningsområde är Indiska oceanen. Inga underarter finns listade i Catalogue of Life.